# Сент-Винсент и Гренадины на Олимпийских играх
Сент-Винсент и Гренадины принимали участие в 7 летних Олимпийских играх. Дебютировали на Олимпийских играх в Сеуле. С тех пор участвовали во всех летних играх. В зимних Олимпийских играх не участвовали. Спортсмены этой страны никогда не завоёвывали Олимпийских медалей.